# Jorma Rissanen
Jorma Johannes Rissanen (* 20. Oktober 1932 in Pielisjärvi, Finnland; † 9. Mai 2020 in Los Gatos) war ein finnischer Informationstheoretiker.

## Leben und Wirken
Rissanen studierte an der Technischen Universität Helsinki mit dem Abschluss als Diplomingenieur 1956, dem Techniker-Lizenziat 1960 und der Promotion in Kontrolltheorie und Mathematik 1965. Er forschte ab 1960 bei IBM Research in der Abteilung Informationstheorie und Mathematik. 1973/74 war er Professor für Kontrolltheorie an der Universität Linköping. Nach seiner Zeit bei IBM war er am Helsinki Institute of Science and Technology und an der Technischen Universität Tampere.
1978 führte er Minimum Description Length ein und er war Ende der 1970er und Anfang der 1980er Jahre ein Pionier in Arithmetischer Kodierung.
1993 erhielt er die Richard-W.-Hamming-Medaille, 1998 den Golden Jubilee Award for Technological Innovation der IEEE Information Theory Society und 2009 den Claude E. Shannon Award. 2006 hielt er die Kolmogorov Lecture an der Universität London. 1992 wurde er Ehrendoktor der Technischen Universität von Tampere in Finnland. Er war Fellow der IEEE und ab 2002 Mitglied der Finnischen Akademie der Wissenschaften.

## Schriften (Auswahl)
Aufsätze
- Generalized Kraft Inequality and Arithmetic Coding. In: IBM Journal of Research and Development, Bd. 20 (1976), S. 198–203, ISSN 0018-8646
- zusammen mit G. G. Langdon Jr.: Arithmetic coding. In: IBM Journal of Research and Development, Bd. 23 (1979), S. 149–162, ISSN 0018-8646
- Modeling by shortest data description. In: Automatica, Bd. 14 (1978), S. 465–658 (Minimal Description Length), ISSN 0005-1098

Bücher
- Information theory and complexity in statistical modeling. Springer Verlag, New York 2007.
- Lectures on information theory. TUT, Tampere 1997.